# Toxorhina (Ceratocheilus) hoogstraali
Toxorhina (Ceratocheilus) hoogstraali is een tweevleugelige uit de familie steltmuggen (Limoniidae). De soort komt voor in het Australaziatisch gebied.